# Palacio de los Deportes (Grenoble)
El Palacio de los Deportes (en francés Palais des Sports, y anteriormente Le Stade de Glace) es un complejo deportivo de la ciudad de Grenoble que actualmente acoge partidos de hockey sobre hielo y baloncesto.
El palacio fue construido en el año 1967 con motivo de los Juegos Olímpicos de invierno de 1968 realizados en la ciudad de Grenoble. En el transcurso de estos Juegos fue la sede de las pruebas de hockey sobre hielo y patinaje artístico, además de la ceremonia de clausura de los Juegos.
Posteriormente ha sido sede de las finales de la Copa de Europa de baloncesto de los años 1979 y 1983, así como de las finales de la Recopa de Europa de baloncesto de los años 1985 y 1988; de la Copa Davis el año 1982, y del Campeonato de Europa de Atletismo en pista cubierta los años 1972 y 1981. Asimismo también ha organizado competiciones de supercross y conciertos de música. Actualmente tiene una capacidad para 12 000 espectadores.